# Lampronia flavimitrella
Lampronia flavimitrella là một loài bướm đêm thuộc họ Prodoxidae. Nó được tìm thấy ở hầu hết Europe, with the exception of Iceland, Ireland, bán đảo Iberia và hầu hết the Balkan Peninsula.

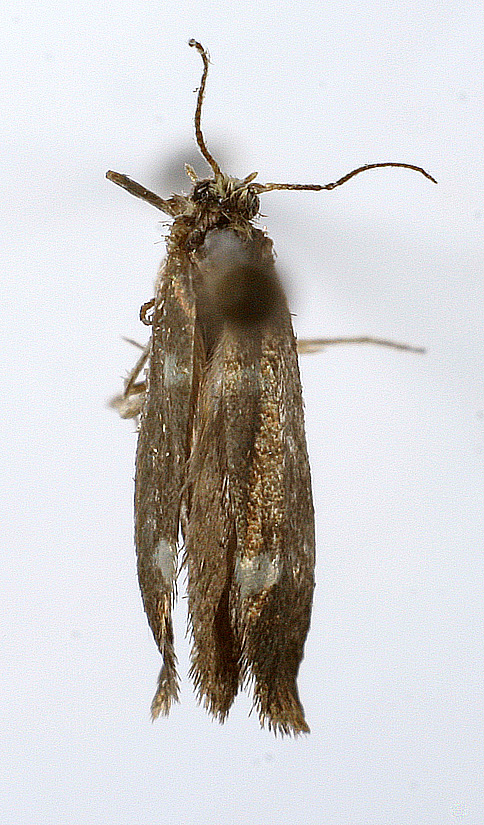

Sải cánh dài 13–15 mm. Con trưởng thành bay từ tháng 5 đến tháng 6 và are active in the afternoon sunshine.
Ấu trùng có thể ăn Rubus idaeus và Rubus caesius.

## Hình ảnh

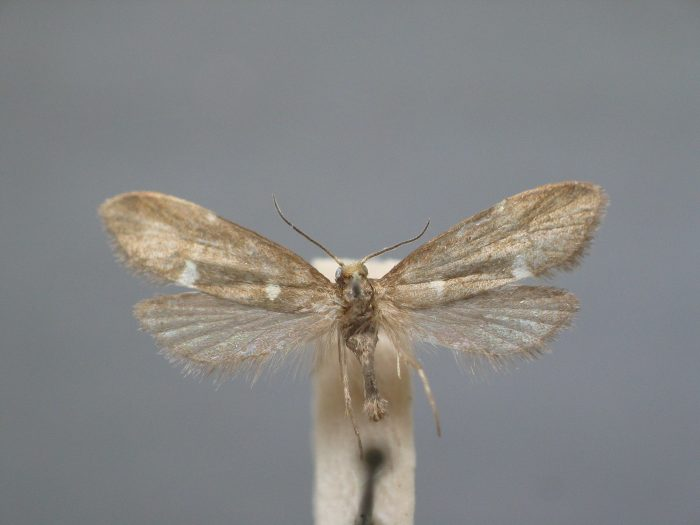